# Ibériai-félsziget
Az Ibériai-, Hispániai- vagy Pireneusi-félsziget (néha egyszerűen csak Ibéria) Európa délnyugati részén fekszik, itt található Európa legdélibb és legnyugatibb pontja is. Északról a Pireneusok és az Atlanti-óceán, nyugatról szintén az Atlanti-óceán, délről és keletről pedig a Földközi-tenger határolja. 582 860 km²-es területével Európa második legnagyobb félszigete a Balkán-félsziget után.

## Földrajz

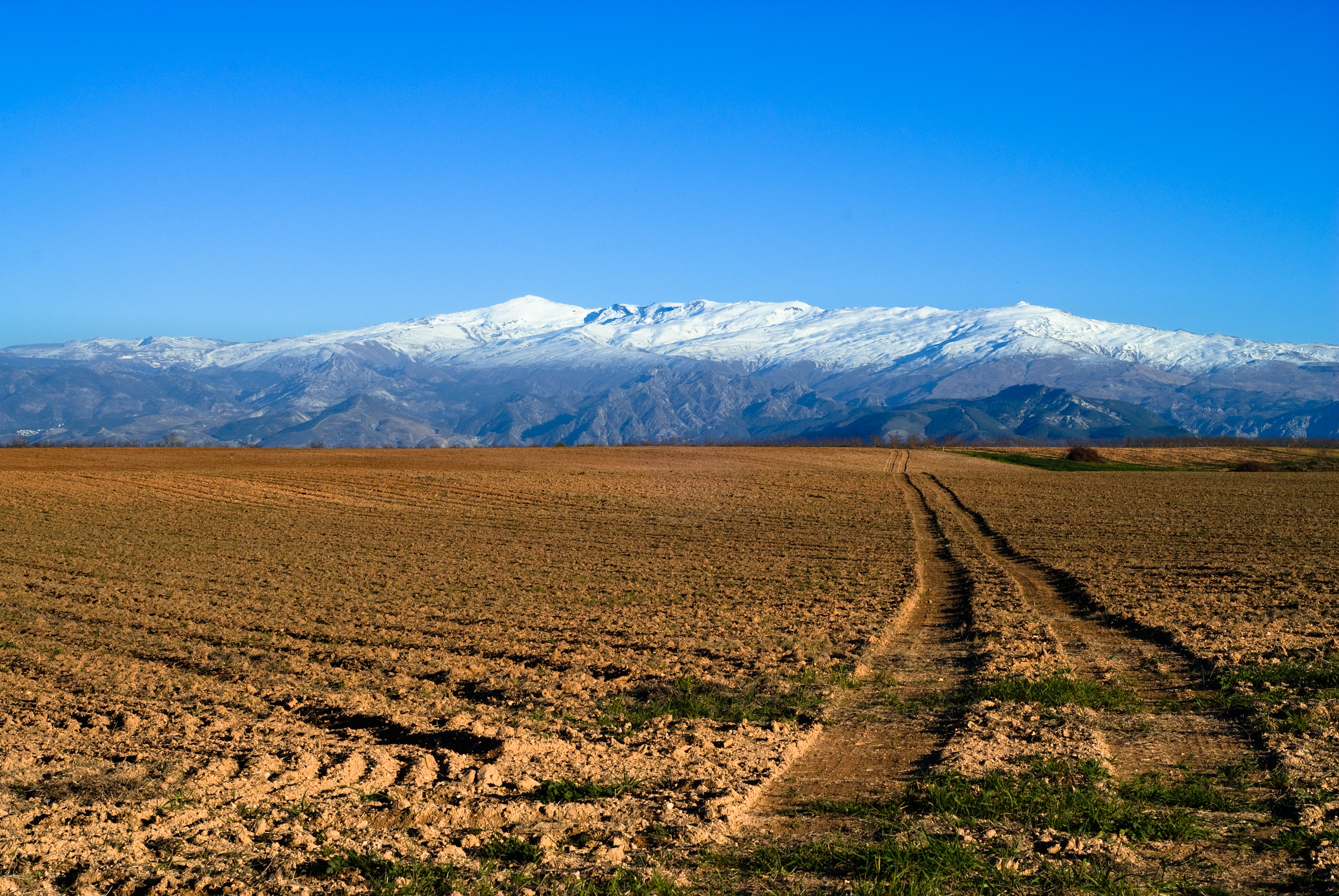
A Sierra Nevada látképe

### Domborzat
Az Ibériai-félsziget mintegy négyötödén variszkuszi kőzetek találhatóak, ezek a középidő végén, a harmadidőszak elején történő kéregmozgások darabolták fel. Középső részén a Mezeta fekszik, a Mezeta peremén emelkednek a 2000 méternél magasabb Kantábriai-hegység, az Ibériai-hegység és a Katalóniai-hegység. A Mezeta közepén húzódik végig a Kasztíliai-választóhegység, peremén pedig három üledékkel fedett medence fekszik: Ebro-medence, Tajo-medence, Guadalquivir-medence.
A félsziget északkeleti és délkeleti részén fiatal lánchegységek húzódnak: Bettikai-hegység, Sierra Nevada és a Pireneusok. A Sierra Nevada és az Ibériai-félsziget legnagyobb csúcsa a 3481 méter magas Mulhacén.

### Éghajlat
Az Ibériai-félsziget a mediterrán övben fekszik, az északnyugati részén az óceán felől érkező szelek miatt az éghajlat hűvösebb, csapadékos. Az óceáni hatás alatt álló partvidéken bőséges csapadék (1600–2000 mm/év), enyhe tél és hűvösebb nyár a jellemző. A félsziget belsejében száraz kontinentális éghajlat uralkodik, itt a nyár forró, a tél hűvös, az évi közepes hőingás mértéke 20 °C, a csapadék mértéke 300 mm/év alatti. A félsziget nagy részén vízhiány figyelhető meg, a szárazság fokozatosan délkelet felé növekszik.

### Vízrajz

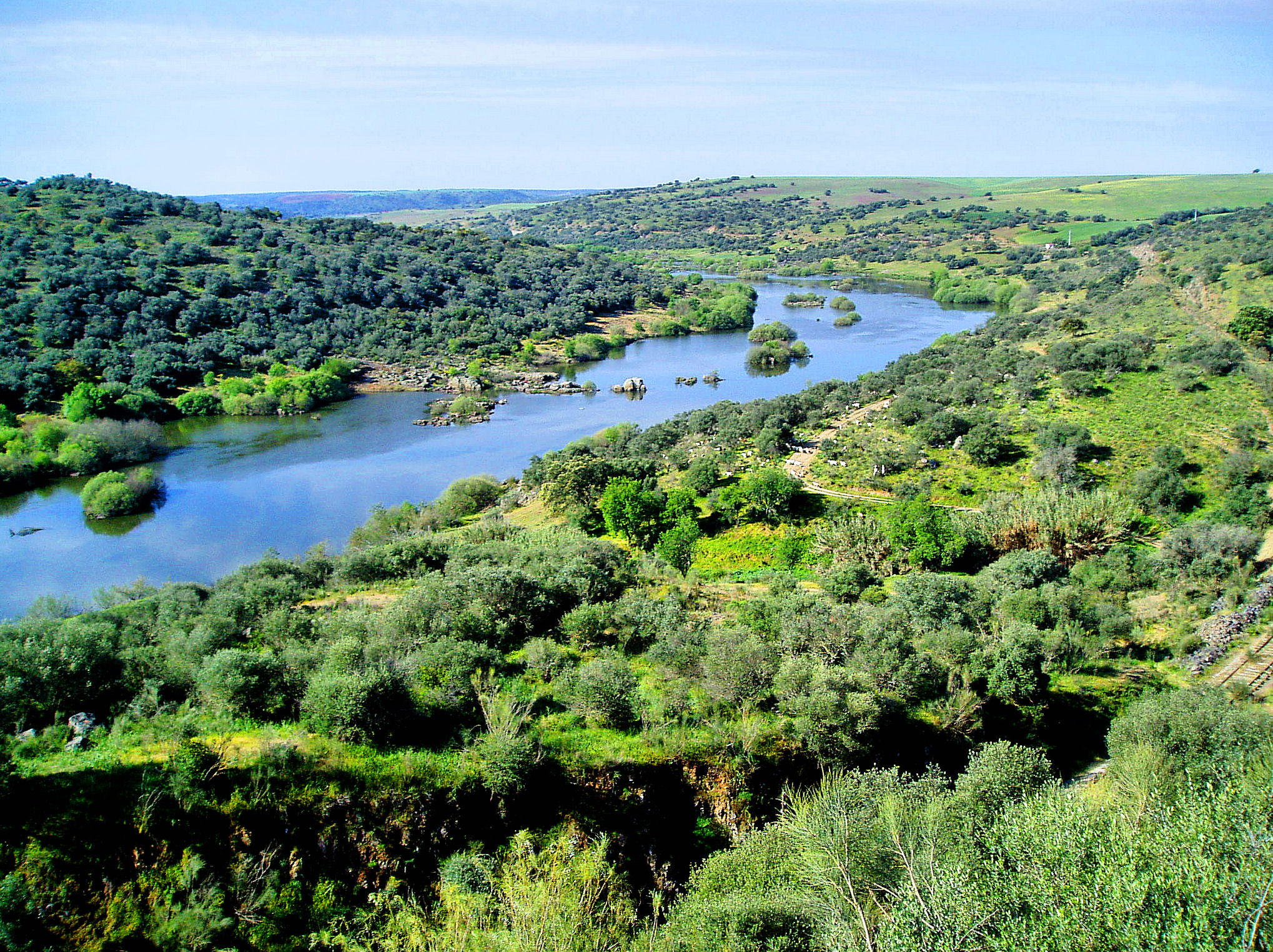
A Guadiana a portugáliai Serpa közelében

A félszigeten a vízhálózat aránytalan és szélsőséges, emiatt a nagyobb folyók is csak rövid szakaszon hajózhatók. Területének 70%-a az Atlanti-óceán vízgyűjtőjéhez, 30%-a Földközi-tenger vízgyűjtőjéhez tartozik. A folyók vízjárása változó, az atlanti partvidéken a bőséges csapadék miatt kiegyenlített a vízhozam, az itt található folyók rövidek. Kasztília és a déli területek folyói ezzel szemben nyáron szinte kiszáradnak. Az öt leghosszabb folyója a Tajo (1010 km), az Ebro (910 km), a Guadiana (820 km), a Guadalquivir (650 km) és a Duero/Douro (640 km).

### Élővilág
Az eredeti növényvilág (főképp az erdők) nagy részben megfogyatkozott. Jelenleg a félsziget nyugati peremén 15% az erdők aránya, a szárazföld belsejében pedig 4-5% az erdők aránya, ezekből jelentős mennyiség a telepített eukaliptuszerdő. A középső és déli területeken a szárazság miatt csak gyér puszták fekszenek, a délkeleti partvidéken pedig datolyapálmák is megjelennek már.
A Kantábriai-hegységben jellemző állatfaj a farkas, a barnamedve. Dél felé haladva egyre nő az afrikai bevándorló fajok mértéke, pl: kaméleon, dögkeselyű.

## Történelme
A Római Birodalomban Hispania provincia volt. A 8. században muszlimok foglalták el és létrehozták a Córdobai Kalifátust, de a reconquista során a keresztények kiűzték a mórokat.

## Országai
- Spanyolország a félsziget területének 85%-át foglalja el.
- Portugália a félsziget nyugati partjának nagy részén terül el, átlagban 160 km-ig nyomul be a szárazföldre (14%).
- Andorra miniállam a Pireneusokban, a spanyol–francia határon.

Külbirtok:
- Gibraltár a félsziget déli részén helyezkedik el. Területe mindössze 6,5 km². Brit fennhatóság alatt álló terület.

## Nyelvei

Az Ibériai-félsziget nyelveinek változása az elmúlt 1000 évben

Az Ibériai-félszigeten az alábbi nyelveket beszélik:
Andorra:
- Katalán
- Spanyol
- Francia

Gibraltár:
- Angol
- Spanyol
- Llanito (a fent említett két nyelv keveréke)

Portugália:
- Portugál
- Mirandai (a spanyol-portugál határ mentén beszélik)

Spanyolország:
- Spanyol
- Katalán
- Baszk
- Galiciai
- Asztúriai (másképp: bable, aszturleóni)
- Okcitán